# Adrienne Mayor

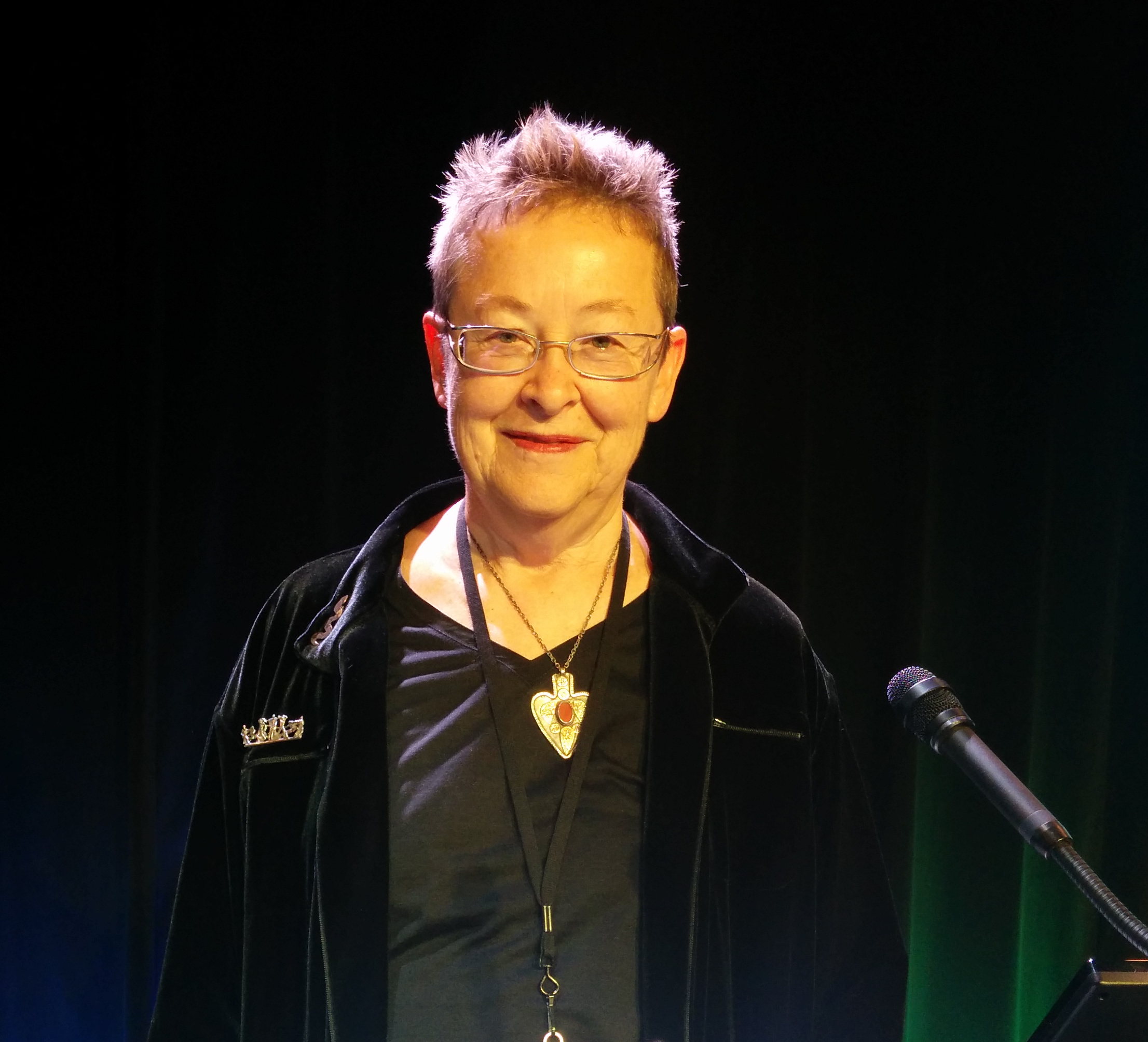
Adrienne Mayor (2014)

Adrienne Mayor (* 22. April 1946 in Benton) ist eine US-amerikanische Althistorikerin mit einer Spezialisierung auf der antiken Wissenschafts- und Technikgeschichte sowie antiker Folklore und Mythologie.

## Leben und Leistungen
Adrienne Mayor war zunächst von 1980 bis 1996 als Grafikerin und Redakteurin tätig. Seit 2006 ist sie als Research Scholar am Department of Classics der Stanford University tätig. Von 2018 bis 2019 war sie Berggruen Fellow am Center for Advanced Study in the Behavioral Sciences in Stanford. Mayor ist eine sehr produktive Autorin, deren Werke sich oft an ein breites Publikum wenden. Ihre Arbeiten wurden bislang in 13 Sprachen übersetzt: Französisch, Deutsch, Spanisch, Japanisch, Chinesisch, Koreanisch, Ungarisch, Polnisch, Türkisch, Italienisch, Russisch, Arabisch und Griechisch. Ihr Buch The Poison King über Mithridates VI. war 2009 in der Endauswahl für den National Book Award for Nonfiction und gewann 2019 bei den Independent Publishers’ Book Award eine Goldmedaille in der Rubrik Biografie. The Amazons wurde 2016 mit dem Sarasvati Prize for Women in Mythology ausgezeichnet. Daneben trat sie in Dokumentationen des History Channel, des Discovery Channel und der BBC auf. Vorträge hat sie unter anderem in solch bedeutenden Institutionen wie dem American Museum of Natural History, dem Boston Museum of Fine Art, dem Smithsonian, dem Art Institute of Chicago und dem Getty Museum gehalten. In Marc Aronsons Kinderbuch The Griffin and the Dinosaur. How Adrienne Mayor Discovered a Fascinating Link Between Myth and Science ist Mayor die handelnde Person.
Mayor forscht insbesondere zur Geschichte der Technik und der Wissenschaften in der Antike, wobei sie Antike häufig sehr weit fasst und auch deutlich über den griechisch-römischen Kulturkreis und dessen Randgebiete hinaus greift. In ihrem ersten Buch The First Fossil Hunters widmete sie sich der Frage, wie in der griechisch-römischen Antike Fossilienfunde aufgenommen und interpretiert wurden. In ihrem dritten Buch Fossil Legends of the First Americans widmete sie sich dem Thema für einen anderen Kulturkreis, die amerikanischen Ureinwohner, und untersuchte dafür vor allem deren mündliche Überlieferung. Dazwischen widmete sie sich in Greek Fire, Poison Arrows & Scorpion Bombs der antiken Kriegsführung mit „biologischen“ und „chemischen“ Waffen. Das Thema sollte auch ein zentrales Thema in ihrem vierten Buch, der Biografie Mithridates VI., The Poison King, werden. Danach widmete sie sich in The Amazons den Amazonen in der antiken Folklore sowie der schriftlichen und materiellen Überlieferung. Dabei beschränkte sie sich nicht auf den mediterranen Raum, sondern untersuchte kriegerische Frauenkulturen in der ganzen vormodernen Welt. In Gods and Robots untersuchte Mayor die antike Überlieferung zu künstlichen Maschinen, künstlicher Intelligenz, Automaten und Ähnlichem, untersuchte in dem Zusammenhang aber auch den antiken Wunsch nach ewigem Leben.
Alle Bücher Mayors wurden häufig positiv von der Kritik besprochen. Vor allem ihre originellen, oftmals neuen Ansätze werden gelobt, mit denen sie ganze Bereiche neu erschließt. Zudem wird die Überschreitung von geografischen und kulturellen Grenzen positiv genannt. Dennoch gibt es auch immer wieder kritische Stimmen, vor allem zum unkritischen Umgang mit den Quellen oder auch der Annahme, dass folkloristische Überlieferung unkritisch und uneingeschränkt glaubhaft wäre. Häufig wird auch ein einseitiger, eingeschränkter Blick kritisiert. Auch werden Anachronismen sowie handwerkliche Mängel (weak in accepted methods of scholarship) konstatiert und das starre Beharren auf einmal getroffenen Aussagen bemängelt.

## Publikationen (Auswahl)
- The First Fossil Hunters. Paleontology in Greek and Roman Times. Princeton University Press, Princeton 2000, ISBN 0-691-08977-9.
- Greek Fire, Poison Arrows & Scorpion Bombs. Biological and Chemical Warfare in the Ancient World. Overlook 2003, ISBN 1-58567-348-X.
- Fossil Legends of the First Americans. Princeton University Press, Princeton 2005, ISBN 0-691-11345-9.
- The Poison King. The Life and Legend of Mithradates, Rome’s Deadliest Enemy. Princeton University Press, Princeton 2009, ISBN 978-0-691-12683-8.
  - deutsch: Pontisches Gift. Die Legende von Mithridates, Roms größtem Feind. Theiss, Stuttgart 2011, ISBN 978-3-8062-2428-3.
- The Amazons. Lives and Legends of Warrior Women across the Ancient World. Princeton University Press, Princeton 2015, ISBN 978-1-4008-6513-0.
- Gods and Robots. Myths, Machines, and Ancient Dreams of Technology. Princeton University Press, Princeton 2018, ISBN 978-0-691-18351-0.
  - deutsch: Götter und Maschinen. Wie die Antike das 21. Jahrhundert erfand. wbg Philipp von Zabern, Darmstadt 2020, ISBN 978-3-8053-5226-0.
- Flying Snakes & Griffin Claws. And Other Classical Myths, Historical Oddities, and Scientific Curiosities. Princeton University Press, Princeton 2022, ISBN 978-0-691-21118-3.